# Вирбина
Вирби́на (болг. Върбина) — село в Смолянській області Болгарії. Входить до складу общини Мадан.

## Населення
За даними перепису населення 2011 року у селі проживали 998 осіб.
Національний склад населення села:
| Національність   | Кількість осіб | Відсоток |
| ---------------- | -------------- | -------- |
| болгари          | 513            | 76,1%    |
| турки            | 11             | 1,6%     |
| цигани           | 0              | 0%       |
| інша             | 126            | 18,7%    |
| не визначились   | 24             | 3,6%     |
| Всього відповіли | 674            |          |

Розподіл населення за віком у 2011 році:
Динаміка населення: